# نجا هزيلة
نجا هزيلة (الاسم العلمي:Najas gracillima) هي نوع من النباتات تتبع جنس النجا من فصيلة الحب المائية.